# Parigné-l’Évêque
Parigné-l’Évêque település Franciaországban, Sarthe megyében. Lakosainak száma 5367 fő (2022. január 1.). Parigné-l’Évêque Saint-Mars-la-Brière, Ardenay-sur-Mérize, Brette-les-Pins, Challes, Changé, Le Grand-Lucé, Ruaudin és Saint-Mars-d’Outillé községekkel határos.

## Népesség
A település népességének változása:
| Lakosok száma | 4842 | 4913 | 5091 | 5086 | 5173 | 5286 | 5320 | 5365 | 5367 |
|               | 2013 | 2015 | 2016 | 2017 | 2018 | 2019 | 2020 | 2021 | 2022 |